# Носаль, Григорий Арсентьевич
Григорий Арсентьевич Носаль (22 ноября 1922, пос. Выдрино — 17 октября 2005) — капитан-директор рыболовного морозильного траулера «Аргунь» Калининградской базы экспедиционного, китобойного и тунцового лова.

## Биография
Родился 22 ноября 1922 года в поселке Выдрино (ныне — в Кабанском районе Республики Бурятия) в семье железнодорожника.
В 1941 году был призван на фронт. Воевал в морской пехоте минометчиком, сражался под Ленинградом. Был несколько раз ранен, но возвращался на фронт. За ратные подвиги награждён медалями.
В 1951 году был уволен в запас и приехал в город Калининград. В 1952 году окончил Школу усовершенствования кадров командного плавсостава. В том же году вышел в промысел третьим помощником капитана на СРТ-108 Управления экспедиционного лова. За освоение зимнего промысла в Северной Атлантике, за высокие трудовые достижения в выполнении плана добычи и обработки рыбы в 1958 году награждён орденом Ленина, за освоение Юго-Восточной Атлантики — золотой медалью ВДНХ.
С 1959 года успешно работал капитаном-директором крупнотоннажных траулеров Калининградского управления экспедиционного лова и Калининградской базы тралового флота. Возглавляемые им экипажи ставили всесоюзные рекорды по добыче рыбы. В 1967 году возглавил РТМ «Рославль», экипаж которого установил всесоюзный рекорд, выловив за год 130,9 тысяч центнеров рыбы и выпустив 106,0 тысяч центнеров пищевой продукции. Достигнутые показатели закрепил на полученном в 1970 году РТМ «Аргунь».
Указом Президиума Верховного Совета СССР от 26 апреля 1971 года за выдающиеся успехи, достигнутые в выполнении заданий пятилетнего плана по развитию рыбного хозяйства Носалю Григорию Арсентьевичу присвоено звание Героя Социалистического Труда с вручением ордена Ленина и золотой медали «Серп и Молот»:
На заслуженный отдых ушел в 1991 году с должности начальника промыслового района Западного бассейна.
Избирался членом ЦК профсоюзов работников пищевой промышленности, членом Калининградского обкома КПСС, депутатом городского Совета Калининграда.
Жил в городе Калининград. Скончался 17 октября 2005 года. Похоронен в Калининграде на старом городском кладбище.
Награждён двумя орденами Ленина, Октябрьской революции, Отечественной войны 2-й степени, медалями, в том числе «За отвагу». Почетный гражданин города Калининград
В городе Калининград, на доме где жил Герой, установлена мемориальная доска.